# Dominik Klein
Dominik Klein (født 16. december 1983 i Miltenberg) er en tysk håndboldspiller, der spiller for den tyske Bundesligaklub THW Kiel. Han kom til klubben i 2006 fra ligarivalerne TV Großwallstadt.

## Landshold
Klein debuterede på det tyske landshold i 2005, og har i sin karriere spillet 65 landskampe og scoret 132 mål. Han var blandt andet med til at vinde VM-guld i 2007 på hjemmebane i Tyskland.